# Tesla (cràter)
Tesla és un cràter d'impacte que es troba a la cara oculta de la Lluna, just a sud-est del cràter H. G. Wells, de major grandària. Al voltant d'un diàmetre al sud-oest de Tesla es troba Kidinnu, i al sud-est es localitza Van Maanen.

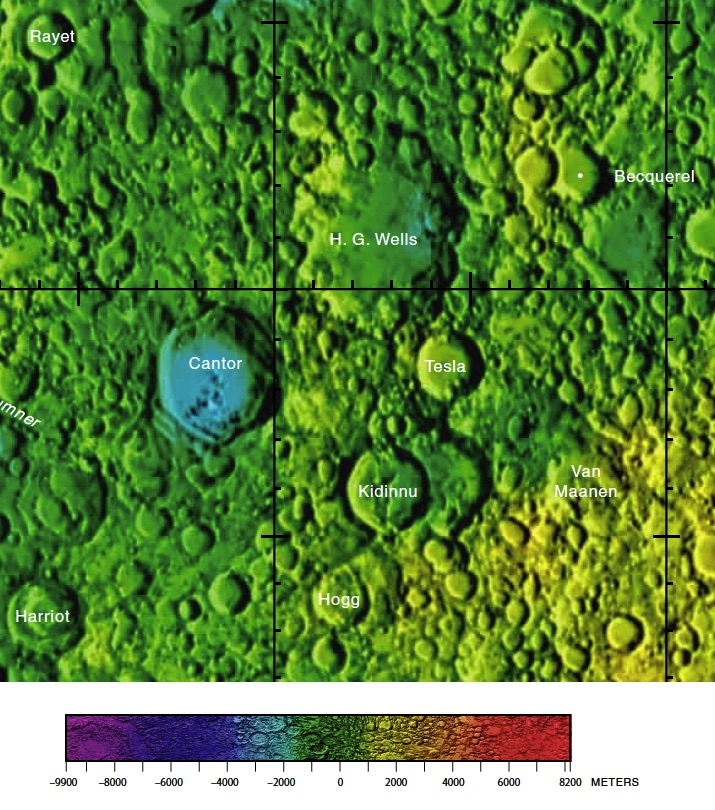
Localització de Tesla (centre dreta de la imatge)
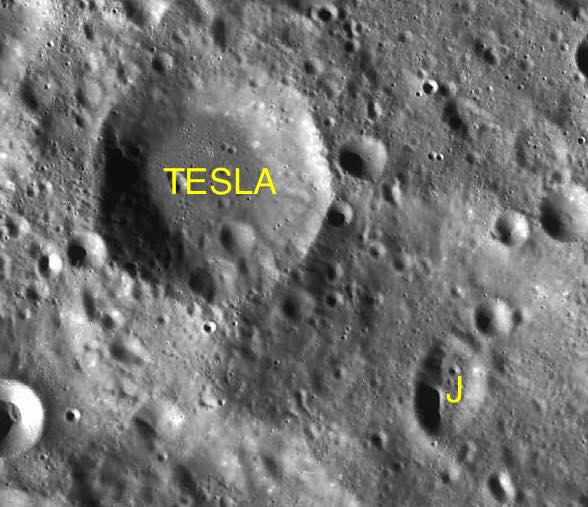
Cràters satèl·lit
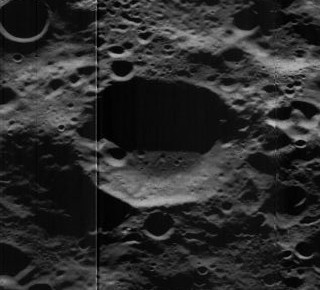
Vista obliqua de Tesla, orientada a l'oest (imatge de la missió Lunar Orbiter 5)

Tesla, amb forma de bol, presenta un perímetre circular. Un parell de petits cràters jeuen sobre la seva paret interior meridional, però per la resta no té impactes rellevants. Només uns pocs impactes minúsculs marquen el sòl i els costats restants.
El cràter porta el nom de l'inventor serbi Nikola Tesla.

## Cràters satèl·lit
Per convenció aquests elements són identificats en els mapes lunars posant la lletra en el costat del punt central del cràter que està més proper a Tesla.
| Tesla | Coordenades                            | Diàmetre |
| ----- | -------------------------------------- | -------- |
| J     | 37° 12′ N, 126° 42′ E / 37.2°N,126.7°E | 18 km    |